# オジロライチョウ
オジロライチョウ （尾白雷鳥、学名：Lagopus leucurus）は、キジ目ライチョウ科（キジ科に分類されることもある。この場合キジ科、ライチョウ亜科となる）に分類される鳥類の一種である。

## 分布
北アメリカの北西部（アラスカ南央部からロッキー山脈南部にかけて）に分布する。

## 形態
体長30-34cm。尾が白い。

## 生態
高山の山頂部のツンドラ地帯に生息する。

## 絶滅危惧評価
- LEAST CONCERN (IUCN Red List Ver. 3.1 (2001))
[1]

## 参照・注釈
1. ↑  Lagopus leucurus  (Species Factsheet by BirdLife International)